# Mycosphaerella deightonii
Mycosphaerella deightonii är en svampart som beskrevs av M. Morelet 1973. Mycosphaerella deightonii ingår i släktet Mycosphaerella och familjen Mycosphaerellaceae.   Inga underarter finns listade i Catalogue of Life.